# Liste der Biografien/Milt
Liste der Biografien |
Portal Biografien |
Personensuche
# |
A |
B |
C |
D |
E |
F |
G |
H |
I |
J |
K |
L |
M |
N |
O |
P |
Q |
R |
S |
T |
U |
V |
W |
X |
Y |
Z |
?
 
Ma |
Mb |
Mc |
Md |
Me |
Mf |
Mg |
Mh |
Mi |
Mj |
Mk |
Ml |
Mm |
Mn |
Mo |
Mp |
Mq |
Mr |
Ms |
Mt |
Mu |
Mv |
Mw |
Mx |
My |
Mz
 
Mia |
Mib |
Mic |
Mid |
Mie |
Mif |
Mig |
Mih–Mik |
Mil |
Mim |
Min |
Mio |
Mip |
Miq |
Mir |
Mis |
Mit |
Miu |
Miv |
Miw |
Mix |
Miy |
Miz
 
Mila |
Milb |
Milc |
Mild |
Mile |
Milf |
Milg |
Milh |
Mili |
Milj |
Milk |
Mill |
Milm |
Miln |
Milo |
Milq |
Milr |
Mils |
Milt |
Milu |
Milv |
Milw |
Mily |
Milz
Die Liste der Biografien führt alle Personen auf, die in der deutschsprachigen Wikipedia einen Artikel haben. Dieses ist eine Teilliste mit 75 Einträgen von Personen, deren Namen mit den Buchstaben „Milt“ beginnt.

## Milt
- Milt, Bernhard (1896–1956), Schweizer Internist, Medizinhistoriker und Hochschullehrer

### Milte
- Milteau, Jean-Jacques (* 1950), französischer Bluessänger und Mundharmonikaspieler
- Miltenberg, Bernhard (1786–1833), Politiker Freie Stadt Frankfurt
- Miltenberger, Emil (1900–1981), deutscher kommunistischer Politiker (KPD/SED)
- Miltenberger, Franz (1867–1959), deutscher Priester und Träger des Verdienstordens der Bundesrepublik Deutschland
- Miltenberger, Joseph Sales (1777–1854), deutscher katholischer Priester, Domkapitular, Dompropst und Generalvikar im Bistum Speyer
- Miltenberger, Meinrad (1924–1993), deutscher Kanute und Kanutrainer
- Miltenberger, Wilhelm Adolf (1714–1784), hessen-darmstädtischer Wirklicher Geheimer Rat, Regierungsdirektor und Staatsminister
- Miltenburg, Anouchka van (* 1967), niederländische Politikerin
- Miltenburg, James Cornelius van (1909–1966), niederländischer Ordensgeistlicher, Bischof von Hyderabad in Pakistan
- Miltenburg, Matthijs van (* 1972), niederländischer Politiker (Democraten 66), MdEP
- Miltenburger, Herbert G. (1930–2021), deutscher Biologe
- Milter, Christa, deutsche Handballspielerin

### Milth
- Milthers, Vilhelm (1865–1962), dänischer Geologe

### Milti
- Miltiades († 314), Papst (vom 10. Juli 310 bis 10. oder 11. Januar 314)Miltiades († 314)

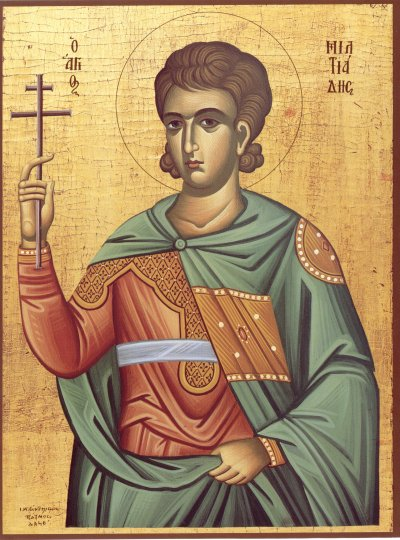
Miltiades († 314)

- Miltiades der Ältere, Gründete ein Fürstentum auf der Halbinsel Chersones, dem heutigen Gallipoli
- Miltiades der Jüngere, griechischer Feldherr und Politiker
- Miltiádis, Andréas (* 1996), zyprischer Radrennfahrer
- Miltienis, Valentinas (* 1960), litauischer Politiker
- Miltinis, Juozas (1907–1994), litauischer Theaterregisseur, Schauspieler und Gründer des Juozas-Miltinis-Dramatheaters in Panevėžys
- Miltitz, Alexander von (1785–1843), deutscher Diplomat und Schriftsteller
- Miltitz, Bernhard von († 1626), deutscher Militär, Reisender und Diplomat
- Miltitz, Carl Werner Ernst von († 1764), königlich-polnischer und kurfürstlich-sächsischer Kammerherr und Rittergutsbesitzer
- Miltitz, Dietrich Alexander von (1726–1792), kursächsischer Generalmajor
- Miltitz, Dietrich von (1664–1747), hessen-darmstädtischer Geheimer Rat und Rittergutsbesitzer im Kurfürstentum Sachsen
- Miltitz, Dietrich von (1769–1853), sächsischer Offizier, preußischer Generalleutnant sowie Begründer des Scharfenberger Kreises
- Miltitz, Ernst Haubold von (1739–1774), kursächsischer Oberstleutnant und Amtshauptmann, später kaiserlicher Kammerrat
- Miltitz, Ernst von (1495–1555), kursächsischer Hofbeamter
- Miltitz, Hans von (1577–1644), deutscher Dompropst in Meißen und Rittergutsbesitzer
- Miltitz, Haubold von (1613–1690), kursächsischer Kanzler, Wirklicher Geheimer Rat, Hofmarschall, Kammerrat und Steuerdirektor
- Miltitz, Karl Borromäus von (1781–1845), deutscher Dichter, Komponist und Musikkritiker
- Miltitz, Karl von († 1529), deutscher päpstlicher Nuntius und verhandelte mit Luther
- Miltitz, Leo von (1882–1946), deutscher Amtshauptmann und Landrat
- Miltitz, Therese von (1827–1912), deutsche Hofdame, Altkatholikin

### Miltk
- Miltkau, Jost (* 1955), deutscher Hockeytrainer
- Miltkau, Marco (* 1990), deutscher Hockeyspieler

### Miltn
- Miltner, Ferdinand von (1856–1920), deutscher Jurist, bayerischer Justizminister
- Miltner, Franz (1901–1959), österreichischer Klassischer Archäologe
- Miltner, Harold Ian (* 1970), schottisch-österreichischer Schriftsteller und Journalist
- Miltner, Karl (1929–2020), deutscher Politiker (CDU), MdB

### Milto
- Miltokythes, thrakischer Politiker
- Miltokythes, thrakischer Söldnerführer
- Milton, Anne (* 1955), britische Politikerin
- Milton, Arthur (1928–2007), englischer Cricket- und Fußballspieler
- Milton, Beauty (* 1942), US-amerikanische Sängerin und Schauspielerin
- Milton, C. B. (* 1968), niederländischer Popsänger
- Milton, Christine (* 1985), dänische Popsängerin
- Milton, Franklin (1907–1985), US-amerikanischer Toningenieur
- Milton, Freddy (* 1948), dänischer Comiczeichner und Comicautor
- Milton, Graeme (* 1956), australisch-US-amerikanischer Mathematiker
- Milton, John (1608–1674), englischer Dichter, politischer Denker und Staatsbediensteter unter Oliver CromwellJohn Milton (1608–1674)

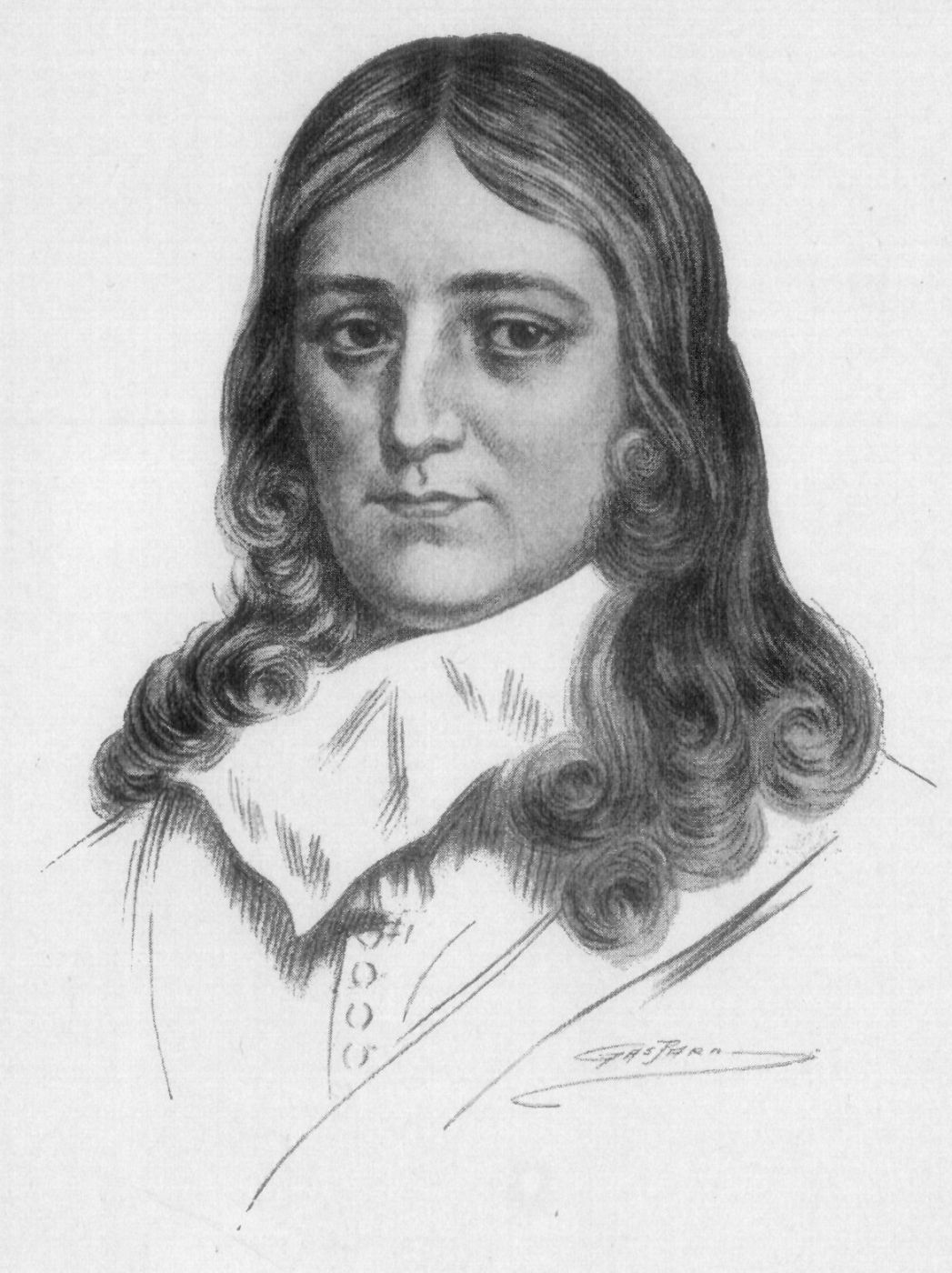
John Milton (1608–1674)

- Milton, John (1756–1817), US-amerikanischer Politiker
- Milton, John (1807–1865), US-amerikanischer Politiker
- Milton, John Gerald (1881–1977), US-amerikanischer Politiker (Demokratische Partei)
- Milton, Kimball (* 1944), US-amerikanischer Physiker
- Milton, Kjell-Rune (1948–2023), schwedischer Eishockeyspieler
- Milton, Michael (* 1973), australischer Skirennläufer
- Milton, Nicholas (* 1967), australischer Dirigent
- Milton, Raymond (1912–2003), kanadischer Eishockeyspieler
- Milton, Rikard (* 1965), schwedischer Schwimmer
- Milton, Roy (1907–1983), US-amerikanischer R&B und Blues-Musiker
- Milton, Shake (* 1996), US-amerikanischer Basketballspieler
- Milton, Sybil Halpern (1941–2000), US-amerikanische Historikerin
- Milton, Theodore R. (1915–2010), US-amerikanischer Offizier, General der US Air Force
- Milton, Tommy (1893–1962), US-amerikanischer Automobilrennfahrer
- Milton, Trevor (* 1982), US-amerikanischer Unternehmer
- Milton, William Hall (1864–1942), US-amerikanischer Politiker
- Milton-Jones, DeLisha (* 1974), US-amerikanische Basketballspielerin
- Miltonberger, Butler B. (1897–1977), US-amerikanischer Offizier, Generalmajor der US Army
- Miltovičs, Valts (* 1979), lettischer Sportfunktionär und -manager

### Milts
- Miltschakou, Dsmitryj (* 1986), belarussischer Eishockeytorwart
- Miltschakow, Alexander Iwanowitsch (1903–1973), sowjetischer Politiker und Jugendfunktionär
- Miltschakow, Alexei Jurjewitsch (* 1991), russischer Neonazi und militärischer FührerAlexei Jurjewitsch Miltschakow (* 1991)

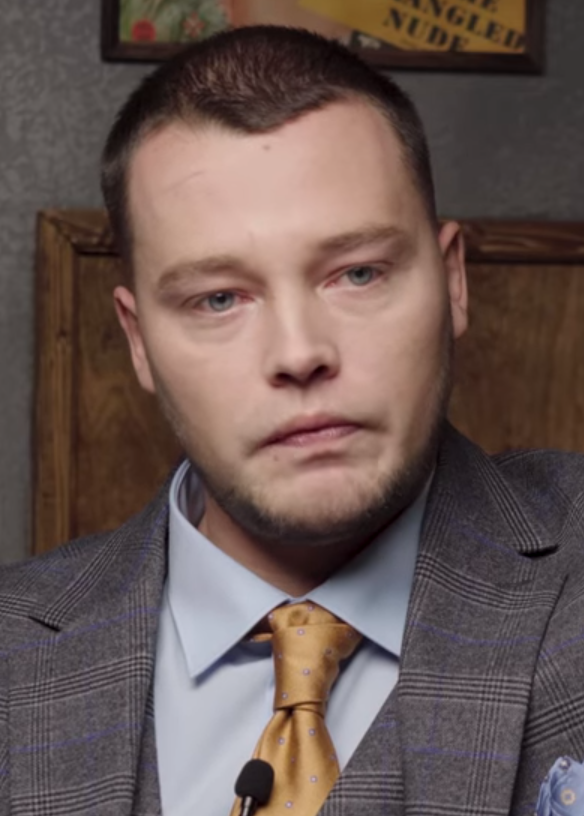
Alexei Jurjewitsch Miltschakow (* 1991)

- Miltschew, Mykola (* 1967), ukrainischer Sportschütze

### Miltz
- Miltz, Jakob (1928–1984), deutscher Fußballspieler